# Lammenrahka
Lammenrahka är en mosse i Nousis i Finland, i den västra delen av Kurjenrahka nationalpark (en annan mosse med samma namn finns i närheten, norr om Savojärvi). Den ligger i landskapet Egentliga Finland, i den sydvästra delen av landet, 150 km väster om huvudstaden Helsingfors.